# Winneconne (condado de Winnebago, Wisconsin)
Winneconne es un pueblo ubicado en el condado de Winnebago en el estado estadounidense de Wisconsin. En el Censo de 2010 tenía una población de 2350 habitantes y una densidad poblacional de 26,96 personas por km².

## Geografía
Winneconne se encuentra ubicado en las coordenadas 44°5′9″N 88°40′5″O / 44.08583, -88.66806. Según la Oficina del Censo de los Estados Unidos, Winneconne tiene una superficie total de 87.16 km², de la cual 55.76 km² corresponden a tierra firme y (36.02%) 31.4 km² es agua.

## Demografía
Según el censo de 2010, había 2350 personas residiendo en Winneconne. La densidad de población era de 26,96 hab./km². De los 2350 habitantes, Winneconne estaba compuesto por el 98.51% blancos, el 0.3% eran afroamericanos, el 0.13% eran amerindios, el 0.21% eran asiáticos, el 0% eran isleños del Pacífico, el 0.09% eran de otras razas y el 0.77% pertenecían a dos o más razas. Del total de la población el 0.51% eran hispanos o latinos de cualquier raza.